# Caza de Koura
Caza de Koura (arabiska: قضاء الكورة) är ett distrikt i Libanon.   Det ligger i guvernementet Mohafazat Liban-Nord, i den norra delen av landet, 60 kilometer nordost om huvudstaden Beirut.
Trakten runt Caza de Koura består till största delen av jordbruksmark. Runt Caza de Koura är det ganska tätbefolkat, med 172 invånare per kvadratkilometer.